# Kampania pruska nad Menem
Kampania pruska nad Menem miała miejsce w dniach od 1 lipca do 26 lipca 1866 roku i była ostatnią kampanią toczoną w ramach wojny prusko-austriackiej. Pruska Armia Menu miała za przeciwników VII Korpus bawarski, VIII Korpus wirtembersko-badeńsko-heski oraz dywizję austriacką z Nassau oraz Hesji-Kassel.

## Tło konfliktu
Od początku konfliktu prusko-austriackiego pozostałe kraje niemieckie nie posiadały wspólnej strategii, a ich działania były nieskoordynowane. Bawarski Korpus VII nie potrafił nawiązać współpracy z Korpusem VIII podzielonym na dwa obozy: wirtemberski i badeński, zainteresowanym wyłącznie obroną granic własnych księstw. Podobne działania stały się udziałem armii heskiej i austriackiej. Główna część armii heskiej zgrupowana była w twierdzy Mainz i nie brała aktywnego udziału w walkach. Te podziały wewnątrz Związku Niemieckiego umożliwiły pruskiej Armii Menu zaatakowanie i pokonanie poszczególnych części armii krajów niemieckich.
Problemem armii państw południowoniemieckich był fakt, że z militarnego punktu widzenia wojna zakończyła się po bitwie pod Sadową (3 lipca 1866 r.), zanim jeszcze doszło do ich walk z armią pruską. Pomimo braku ubytków w armii spowodowanych stratami, siły te nie były już w stanie wpłynąć na wynik wojny. Wojska południowoniemieckie stosowały taktykę uporządkowanego wycofywania się po stoczeniu niewielkich potyczek i unikania większych bitew.

## Przebieg kampanii
Po zwycięskich dla Prusaków potyczkach w dniu 10 lipca w dolinie Saale (Bad Kissingen, Garitz, Hammelburg) oraz w dniu 13/14 lipca pod Aschaffenburgiem, ich celem stało się zapobieżenie połączeniu się armii niemieckich pod wodzą księcia Karola Bawarskiego. W tym celu Prusacy skierowali się przez dolinę Tauber, staczając potyczki pod Hundheim (23 lipca) oraz Tauberbischofsheim (24 lipca). Armia bawarska wycofała się wówczas w kierunku Würzburga, zajmując wzniesienia w okolicy Neubrunn, Helmstadt i Mädelhofen. Kolejne walki z nadciągająca armią pruska w dniu 25 lipca zakończyły się także porażkami armii bawarskiej. Późniejszy bawarski król Ludwik III został nawet ranny podczas potyczki na południe od Helmstedt.
Krótko przed godz. 4 rano, 26 lipca armia bawarska stoczyła ostatnią bitwę tej wojny pod Uettingen oraz Rossbrunn. Ostatnia potyczka kawaleryjska rozegrała się około godz. 11 pod Hettstadter Hoefen. Walka przypominała raczej ataki XVII-wiecznej dragonii aniżeli nowoczesne działania kawaleryjskie. Każdy udany atak kawalerii Bawarczycy przyjmowali z ogromną radością.
Bilans walk tego dnia (pod Uettingen) wyniósł: 236 bawarskich i pruskich żołnierzy poległych, około 1700 rannych.
Po krótkim ostrzale twierdzy Marienberg w dniu 26 lipca przez Prusaków, wojna ostatecznie zakończyła się podpisaniem pokoju praskiego.

## Chronologia militarna kampanii nad Menem
- 4 lipca 1866 – potyczka pod Dermbach (Neidhardshausen)
- 10 lipca 1866 – potyczka pod Hammelberg
- 10 lipca 1866 – bitwa pod Kissingen
- 10 lipca 1866 – potyczka pod Friedrichshall
- 13 lipca 1866 – potyczka pod Frohnhofen/Laufach
- 14 lipca 1866 – potyczka pod Aschaffenburgiem
- 18 lipca 1866 – potyczka pod Ołomuńcem
- 22 lipca 1866 – potyczka pod Blumenau
- 23 lipca 1866 – potyczka pod Hundheim
- 23 lipca 1866 – potyczka pod Tauberbischofsheim
- 23 lipca 1866 – potyczka pod Werbach
- 25 lipca 1866 – potyczka pod Gerchsheim
- 26 lipca 1866 – potyczka pod Waldbrunn (Uettingen)
- 26 lipca 1866 – potyczka pod Rossbrunn (Helmstedt)